# Кобахидзе, Отар
Отар Кобахидзе (груз. ოთარ კობახიძე; род. 29 февраля 1996) — грузинский футболист, вингер.

## Карьера

### «Сиони»
Воспитанник футбольной академии тбилисского «Динамо». В августе 2015 года футболист на правах арендного соглашения присоединился к грузинскому клубу «Сиони» до конца сезона. Дебютировал за клуб футболист 22 августа 2015 года в матче против клуба «Колхети-1913», выйдя на замену на 67 минуте. Дебютный гол за клуб футболист забил 28 ноября 2015 года в матче против клуба «Чихура», также отличившись результативной передачей. В матче 6 апреля 2016 года против клуба «Зугдиди» футболист отличился забитым дублем. Также футболист вместе с клубом стал серебряным призёром Кубка Грузии, однако в самом финале был вне заявки. На протяжении сезона футболист был в клубе одним из основных игроков, отличившись 6 забитыми голами и 2 результативными передачами. По итогу сезона футболист вместе с клубом завершил чемпионат на итоговом пятом месте.
В июле 2016 года футболист на полноценной основе присоединился к «Сиони». Первый матч в новом сезоне футболист сыграл 7 августа 2016 года в матче против клуба «Сабуртало», выйдя на замену на 63 минуте. Первым в сезоне забитым голом футболист отличился 23 августа 2016 года в матче Кубка Грузии против клуба «Имерети». Своим первым забитым голом в чемпионате футболист отличился 10 сентября 2016 года в матче против клуба «Зугдиди». На протяжении сезона футболист был одним из основных игроков клуба, чередуя матчи в стартовом составе и со скамейки запасных, отличившись 2 забитыми голами и 2 результативными передачами во всех турнирах. По итогу сезона футболист вместе с клубом заняли предпоследнее место в чемпионате, отправившись в раунд плей-офф, где по сумме матчей уступили клубу «Шукура» и вылетели во второй дивизион. По окончании сезона футболист покинул клуб.

### «Локомотив» Тбилиси
В начале 2017 года футболист присоединился к грузинскому клубу «Шевардени-1906», где и провёл сезон, по итогу став победителем Третьей лиги. В начале 2018 года футболист на правах свободного агента стал игроком тбилисского «Локомотива». Дебютировал за клуб футболист 5 марта 2018 года в матче против клуба «Самтредиа», выйдя на замену на 75 минуте. Первым результативным действием за клуб футболист отличился 13 мая 2018 года в матче против тбилисского «Динамо», отдав голевую передачу. Первыми забитыми голами за клуб футболист отличился 22 июня 2018 года в матче против клуба «Колхети-1913», оформив дубль. В матче 25 августа 2018 года против клуба «Чихура» футболист отличился очередным забитым дублем. На протяжении сезона футболист был в клубе одним из ключевых игроков, отличившись 6 забитыми голами и 3 результативными передачами во всех турнирах. По итогу сезона футболист завершил чемпионат на итоговом шестом месте. В следующем сезоне футболист продолжал выступать за клуб в роли одного из ключевых игроков.

### «Торпедо» Кутаиси
В июле 2019 года футболист на правах свободного агента присоединился к кутаисскому «Торпедо». Вместе с клубом футболист сразу же отправился на квалификационные матчи Лиги Европы УЕФА. Дебютный матч за клуб, а также и первый в еврокубковом турнире, футболист сыграл 11 июля 2019 года против казахстанского клуба «Ордабасы», выйдя на замену на 69 минуте. По итогу ответного матча 18 июля 2019 года казахстанский клуб «Ордабасы» также оказался сильнее и по сумме встреч прошёл в следующий квалификационный раунд. Однако затем футболист выбыл из распоряжения основной команды, больше в заявку кутаисского клуба не попав. В следующем сезоне футболист также пропустил весь сезоне, лишь пару раз попав в заявку основной команды, однако на поле так и не вышел. По окончании сезона футболист покинул клуб.

### «Самтредиа»
В феврале 2021 года футболист на правах свободного агента присоединился к грузинскому клубу «Самтредиа». Дебютировал за клуб футболист 28 февраля 2021 года в матче против клуба «Телави», выйдя на поле в стартовом составе. Первым результативным действием за клуб футболист отличился 2 апреля 2021 года в матче против клуба «Самгурали», отдав голевую передачу. Дебютный гол за клуб футболист забил 11 апреля 2021 года в матче против тбилисского «Динамо». На протяжении сезона футболист был в клубе одним из основных игроков, отличившись 3 забитыми голами и 3 результативными передачами. По итогу сезона футболист вместе с клубом завершили чемпионат на итоговом последнем месте, вылетел во Вторую лигу. По окончании сезона футболист покинул клуб.

### «Сиони»
В начале 2022 года футболист на правах свободного агента стал игроком клуба «Сиони». Первый матч за клуб футболист сыграл 19 марта 2022 года против клуба «Дила», выйдя на замену на 86 минуте. Первым результативным действием за клуб футболист отличился 3 декабря 2022 года в матче заключительного тура против тбилисского «Локомотива», отдав голевую передачу. По итогу сезона футболист вместе с клубом завершил чемпионат на итоговом восьмом месте, отправившись в раунд плей-офф за сохранение прописки в сильнейшем дивизионе. По итогу переходных матчей футболист вместе с клубом уступили клубу «Самтредиа» и вылетели во Вторую лигу. На протяжении сезона футболист был в клубе преимущественно игроком замены, отличившись своей единственной результативной передачей. По окончании сезона футболист покинул клуб.

### «Мариямполе»
В феврале 2023 года футболист на правах свободного агента перешёл в литовский клуб «Мариямполе». Дебютировал за клуб футболист 12 марта 2023 года в матче против клуба «Шяуляй B», выйдя на поле в стартовом составе. Дебютными голами за клуб футболист отличился в своём следующем матче 18 марта 2023 года против клуба «Гарлява», оформив дубль. В матче 26 апреля 2023 года в рамках Кубка Литвы против клуба «Надрувис» футболист отличился забитым пента-триком. Очередным забитым дублем за клуб футболист отличился 30 апреля 2023 года в матче против клуба «Кауно Жальгирис B». Футболист на протяжении всей перво половины сезона был в клубе одним из ключевых игроков, отлившись 12 забитыми голами во всех турнирах. В начале июля 2023 года футболист покинул литовский клуб.

### «Трансинвест»
В июле 2023 года футболист на правах свободного агента стал игроком литовского клуба «Трансинвест». Дебютировал за клуб футболист 29 июля 2023 года в матче против клуба «Няптунас», выйдя на замену на 53 минуте. В своём следующем матче 5 августа 2023 года против клуба «Ионава» футболист отличился своим дебютным забитым голом. Вместе с клубом футболист стал обладателем Кубка Литвы, где в финале 1 октября 2023 года победили клуб «Шяуляй». По итогу сезона футболист также вместе с клубом стал победителем Первой лиги, получив прямое повышение в высший дивизион. На протяжении сезона футболист был в клубе одним из основных игроков, чередуя матчи в стартовом составе и со скамейки запасных, отличившись 3 забитыми голами в рамках чемпионата.
В феврале 2024 года с футболист был продлён контракт ещё на сезон. Новый сезон футболист начал 25 февраля 2024 года с поражения за Суперкубок Литвы против клуба «Паневежис», которому уступили в серии пенальти. Первый матч в чемпионате футболист сыграл 3 марта 2024 года против клуба «Хегельманн», выйдя на поле в стартовом составе. Первым в сезоне забитым голом футболист отличился 12 марта 2024 года в матче против клуба «Кауно Жальгирис». В матче 3 мая 2024 года в рамках Кубка Литвы против клуба «Эйфория» футболист отличился забитым хет-триком. Также футболист провёл матч за второй состав клуба в Первой лиге. В июле 2024 года футболист покинул литовский клуб, расторгнув контракт по соглашению сторон. На протяжении первой половины сезона футболист выступал за клуб преимущественно в роли игрока замены, отличившись 4 забитыми голами и результативной передачей во всех турнирах.

### «Няптунас»
В июле 2024 года футболист на правах свободного агента присоединился к клубу «Няптунас». Дебютировал за клуб футболист 26 июля 2024 года в матче против клуба «Экранас», выйдя на замену на 53 минуте. Дебютным забитым голом за клуб футболист отличился 9 августа 2024 года в матче против клуба «Паневежис B». Также футболист выступал за вторую команду клуба, за которую дебютировал 22 сентября 2024 года в матче против клуба «Санед», выйдя на поле в стартовом составе. Своим дебютным забитым голом за второй состав футболист отличился 27 октября 2024 года в матче против клуба «Клайпеда ФМ». По итогу сезона футболист вместе с клубом завершил чемпионат на итоговом девятом месте. На протяжении сезона футболист выступал за клуб в роли одного из основных игроков, отличившись 2 забитыми голами, а также голом за вторую команду.

## Международная карьера
В ноябре 2011 года футболист дебютировал за юношескую сборную Грузии до 16 лет в товарищеском матче против сборной Бельгии. 

## Статистика выступлений
| Выступление         | Выступление       | Выступление      | Лига | Лига | Кубки | Кубки | Конт. кубки | Конт. кубки | Прочие | Прочие | Итого | Итого |
| Клуб                | Лига              | Сезон            | Игры | Голы | Игры  | Голы  | Игры        | Голы        | Игры   | Голы   | Игры  | Голы  |
| ------------------- | ----------------- | ---------------- | ---- | ---- | ----- | ----- | ----------- | ----------- | ------ | ------ | ----- | ----- |
| Сиони               | Премьер-лига      | 2015/16          | 21   | 6    | 2     | 0     | 0           | 0           | 0      | 0      | 23    | 6     |
| Сиони               | Премьер-лига      | 2016             | 12   | 1    | 1     | 0     | 0           | 0           | 0      | 0      | 13    | 1     |
| Сиони               | Итого             | Итого            | 33   | 7    | 3     | 0     | 0           | 0           | 0      | 0      | 36    | 7     |
| Шевардени-1906      | Третья лига       | 2017             | ?    | ?    | 0     | 0     | 0           | 0           | 0      | 0      | ?     | ?     |
| Шевардени-1906      | Итого             | Итого            | ?    | ?    | 0     | 0     | 0           | 0           | 0      | 0      | ?     | ?     |
| Локомотив (Тбилиси) | Национальная лига | 2018             | 27   | 6    | 1     | 0     | 0           | 0           | 0      | 0      | 28    | 6     |
| Локомотив (Тбилиси) | Национальная лига | 2019             | 18   | 1    | 0     | 0     | 0           | 0           | 0      | 0      | 18    | 1     |
| Локомотив (Тбилиси) | Итого             | Итого            | 45   | 7    | 1     | 0     | 0           | 0           | 0      | 0      | 46    | 7     |
| Торпедо (Кутаиси)   | Национальная лига | 2019             | 0    | 0    | 0     | 0     | 2           | 0           | 0      | 0      | 2     | 0     |
| Торпедо (Кутаиси)   | Национальная лига | 2020             | 0    | 0    | 0     | 0     | 0           | 0           | 0      | 0      | 0     | 0     |
| Торпедо (Кутаиси)   | Итого             | Итого            | 0    | 0    | 0     | 0     | 2           | 0           | 0      | 0      | 2     | 0     |
| Самтредиа           | Национальная лига | 2021             | 24   | 3    | 1     | 0     | 0           | 0           | 0      | 0      | 25    | 3     |
| Самтредиа           | Итого             | Итого            | 24   | 3    | 1     | 0     | 0           | 0           | 0      | 0      | 25    | 3     |
| Сиони               | Национальная лига | 2022             | 11   | 0    | 0     | 0     | 0           | 0           | 2      | 0      | 13    | 0     |
| Сиони               | Итого             | Итого            | 11   | 0    | 0     | 0     | 0           | 0           | 2      | 0      | 13    | 0     |
| Мариямполе          | Первая лига       | 2023             | 13   | 7    | 2     | 5     | 0           | 0           | 0      | 0      | 15    | 12    |
| Мариямполе          | Итого             | Итого            | 13   | 7    | 2     | 5     | 0           | 0           | 0      | 0      | 15    | 12    |
| Трансинвест         | Первая лига       | 2023             | 11   | 3    | 3     | 0     | 0           | 0           | 0      | 0      | 14    | 3     |
| Трансинвест         | А лига            | 2024             | 1    | 0    | 1     | 0     | 0           | 0           | 0      | 0      | 2     | 0     |
| Трансинвест         | Итого             | Итого            | 12   | 3    | 4     | 0     | 0           | 0           | 0      | 0      | 16    | 3     |
| → Трансинвест B     | Первая лига       | 2024             | 1    | 0    | 0     | 0     | 0           | 0           | 0      | 0      | 1     | 0     |
| → Трансинвест B     | Итого             | Итого            | 1    | 0    | 0     | 0     | 0           | 0           | 0      | 0      | 1     | 0     |
| Няптунас            | Первая лига       | 2024             | 10   | 2    | 0     | 0     | 0           | 0           | 0      | 0      | 10    | 2     |
| Няптунас            | Итого             | Итого            | 10   | 2    | 0     | 0     | 0           | 0           | 0      | 0      | 10    | 2     |
| → Няптунас B        | Вторая лига       | 2024             | 4    | 1    | 0     | 0     | 0           | 0           | 0      | 0      | 4     | 1     |
| → Няптунас B        | Итого             | Итого            | 4    | 1    | 0     | 0     | 0           | 0           | 0      | 0      | 4     | 1     |
| Всего за карьеру    | Всего за карьеру  | Всего за карьеру | 153  | 30   | 11    | 5     | 2           | 0           | 2      | 0      | 168   | 35    |

## Достижения
«Шевардени-1906»
- Победитель Третьей лиги: 2017

«Трансинвест»
- Обладатель Кубка Литвы: 2023
- Победитель Первой лиги: 2023